# 薩拉斯皮爾斯市鎮
薩拉斯皮爾斯市鎮是拉脫維亞的市镇，位於該國中部，行政中心为薩拉斯皮爾斯。市镇面積为122.8平方公里，人口数量为22,868人（2021年）。
薩拉斯皮爾斯市鎮设立于2004年，由薩拉斯皮爾斯镇及其乡村地区重组而成。